# Famicom Data Recorder

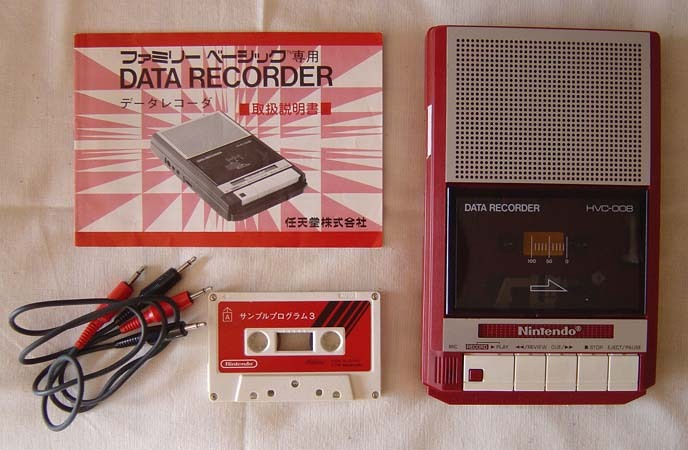
Famicom Data Recorder.

Famicom Data Recorder var en kassettbandspelare till Nintendo Famicom tillverkad av Matsushita/Panasonic åt Nintendo. Enheten liknade Datasette till Commodore 64 och gjorde det bland annat möjligt att spara program skrivna i Family Basic och banor skapade i spel som Excitebike.